# Hainan
Hainan () je najmanjša in najjužnejša provinca Ljudske republike Kitajske, ki obsega istoimenski otok in tri bližnja otočja v Južnokitajskem morju s skupno preko 200 otočki. Meri 33.920 km², od tega 32.900 otok Hainan, ki je 42. največji otok na svetu. Na severu ga 20 km široka morska ožina Qiongzhou (tudi Hajnanski preliv) loči od polotoka Leizhou na celini, ki spada v južnokitajsko provnco Guandong, zahodno pa se razprostira Tonkinški zaliv, na drugi strani katerega je Vietnam.
Avtohtoni prebivalci pripadajo ljudstvu Li in nekaterim sorodnim, ki predstavljajo približno šestino prebivalstva in jih kitajska vlada formalno priznava kot domorodno etnično skupino, večinsko prebivalstvo pa tvorijo pripadniki ljudstva Han. Skupno živi v provinci približno 10 milijonov ljudi. Upravno je bil otok Hainan več stoletij del province Guangdong, leta 1988 pa je postal samostojna provinca. Hkrati ga je vlada razglasila za »posebno gospodarsko območje«, s čimer naj bi privabila tuje investicije in pospešila izkoriščanje bogatih naravnih virov. Glavno mesto je Haikou, ki je tudi največje mesto in stoji ob severni obali glavnega otoka.
Podnebje tega območja je tropsko oceansko z vlažnimi jesenmi in zimami ter suhimi pomladmi in poletji, kar daje dobre pogoje za pridelavo riža in tropskega sadja. Pogoste so tropske nevihte. Predvsem južne obale na čelu z mestom Sanja so tudi priljubljena turistična destinacija med Kitajci. Od leta 1988 se intenzivno razvijata izkoriščanje rud in industrija, ki je leta 2007 po pomenu prehitela kmetijstvo. Leta 2020 je kitajska vlada objavila širokopotezen načrt, po katerem naj bi celotna provinca postala prostotrgovinsko območje.